# Ville Virtanen
Ville Virtanen (Espoo, 19 agosto 1961) è un attore finlandese.

## Biografia
È noto per i suoi ruoli principali nel film poliziesco Nelonen Sincerely Yours in Cold Blood (2000-2005), nel film poliziesco SVT Jordskott (2015) e nella serie televisiva Netflix Bordertown (2016–). Ha recitato in diversi film, tra cui The Winter War (1989), Miracolo di una notte d'inverno (2007) e Bad Family (2010).
Suo padre era il regista, attore e conduttore Jukka Virtanen. Sua moglie è l'attrice di lingua svedese Birthe Wingren.

## Filmografia
- Ursula (1986)
- Fakta homma (1987)
- The Winter War (Talvisota, 1989)
- Sergeant Körmy and the Marshall's Stick (Vääpeli Körmy ja marsalkan sauva, 1990)
- The New Adventures of That Kiljunen Family (Kiljusen herrasväen uudet seikkailut, 1990)
- Kuka on Joe Louis? (1992)
- Harjunpää ja kiusantekijät (1993)
- Hobitit (1993)
- Reading Dostoyevsky (Dostojevskia lukiessa, 1997)
- Midsummer Stories (Juhannustarinoita, 1997)
- The Redemption (Lunastus, 1997)
- "Kotikatu" (17 episodes, 1995–1998)
- A Respectable Tragedy (Säädyllinen murhenäytelmä, 1998)
- Into the Night (Nattflykt, 1999)
- Gold Fever in Lapland (Lapin kullan kimallus, 1999)
- The Weatherman (Säämies, 1999)
- Monkey Business (Apinajuttu, 2000)
- Ferry-Go-Round (Onnenpeli 2001, 2001)
- Upswing (Nousukausi, 2003)
- Brothers (Broidit, 2003)
- Young Gods (Hymypoika, 2003)
- Dog Nail Clipper (Koirankynnen leikkaaja, 2004)
- Producing Adults (Lapsia ja aikuisia, 2004)
- "Kylmäverisesti sinun" (30 episodes, 2000–2005)
- Promise (Lupaus, 2005)
- Hedgehog Thing (Siilijuttu, 2006)
- Kummelin jackpot (2006)
- The Year of the Wolf (Suden vuosi, 2007)
- Black Ice (Musta jää, 2007)
- Miracolo di una notte d'inverno (Joulutarina, 2007)
- The Border (Raja 1918, 2007)
- Stormheart (Myrsky, 2008)
- Sauna (2008)
- Bad Family (Paha perhe, 2010)
- Beyond (Svinalängorna, 2010)
- Täällä Pohjantähden alla II (2010)
- Priest of Evil (Harjunpää ja pahan pappi, 2010)
- The Kiss of Evil (Vares – Pahan suudelma, 2011)
- Love and Other Troubles (2012)
- Nymphs (Nymfit, 2014)
- Jordskott (2015) - Harry Storm
- Occupied (2015)
- Bordertown (Sorjonen, 2016—)
- The Eternal Road (Ikitie, 2017)
- Grazie. E scusa. (Tack och förlåt), regia di Lisa Aschan (2023)
- Glaskupan: La cupola di vetro (Glaskupan, 2025)